# Franco Pacini
Pour les articles homonymes, voir Pacini.
Franco Pacini (né le 10 mai 1939 à Florence, mort le 26 janvier 2012 à Florence) est un astrophysicien italien spécialisé dans l'étude des pulsars.
Il a notamment été le premier à prédire l'existence d'une étoile à neutrons au cœur de la Nébuleuse du Crabe, seul astre à même selon lui d'expliquer l'intense rayonnement baignant les régions centrales de la nébuleuse.

## Biographie
Franco Pacini effectue ses études en Italie, où il obtient son doctorat en 1964 à Rome. Par la suite, de 1966 à 1973, il obtient le statut de visiting professor à l'université Cornell (Ithaca, État de New York).
De 1978 à son décès, il est professeur à l'université de Florence. Il est directeur de l'observatoire d'Arcetri, situé en banlieue de Florence.
L'astéroïde (25601) Francopacini est nommé par ses découvreurs en son honneur.

## Principaux travaux
Franco Pacini est surtout connu pour avoir en 1967 prédit l'existence d'une étoile à neutrons en rotation rapide au sein de la Nébuleuse du Crabe (ou M1). Il avait réalisé qu'un tel astre, doté dune vitesse de rotation et d'un champ magnétique très élevé était le siège d'une émission considérable de rayonnement, parfaitement à même d'expliquer l'éclat du centre de la nébuleuse. Ce travail de Pacini passa relativement inaperçu, car il ne proposait pas de test pour mettre en évidence son hypothèse. Elle fut cependant remarquablement confirmée quelques mois plus tard par la découverte du premier pulsar par Jocelyn Bell-Burnell, suivie peu après deux ans plus tard par la découverte du Pulsar du Crabe au centre de la nébuleuse du même nom. Peu après la découverte des pulsars, il fut l'auteur d'un des papiers historiques faisant le lien entre supernovae, pulsars et rémanents de supernova. Le hasard voulut que l'autre article fondateur de la théorie des pulsars soit écrit par Thomas Gold, qui travaillait à l'époque également à l'Université Cornell, seulement à quelques bureaux de distance de Pacini, l'un et l'autre ignorant à cette époque leurs travaux respectifs. Par la suite, Gold et Pacini firent connaissance, et publièrent un article en commun, quoique sans rapport avec les pulsars, puisque relatifs à la nature du fond diffus cosmologique.
Plus récemment, Franco Pacini a été membre du bureau de supervision du Large Binocular Telescope, un télescope comportant deux miroirs de 8,4 mètres de diamètre posés sur une même monture, projet italo-germano-américain financé à 25 % par l'Italie.